# 2009 JC19
2009 JC19, também escrito como 2009 JC19, é um corpo menor que está localizado no disco disperso, uma região do Sistema Solar. Ele possui uma magnitude absoluta de 7,5 e tem um diâmetro estimado de cerca de 139 km.

## Descoberta
2009 JC19 foi descoberto no dia 15 de maio de 2009.

## Órbita
A órbita de 2009 JC19 tem uma excentricidade de 0,320 e possui um semieixo maior de 50,768 UA. O seu periélio leva o mesmo a uma distância de 34,524 UA em relação ao Sol e seu afélio a 67,012 UA.